# William Fenn
William S. Fenn (* 14. September 1904 in Newark (New Jersey); † 22. Dezember 1980 in Lavalette (New Jersey)) war ein US-amerikanischer Radrennfahrer und nationaler Meister im Radsport.

## Sportliche Laufbahn
Fenn war im Bahnradsport aktiv und Teilnehmer der Olympischen Sommerspiele 1924 in Paris. Im Punktefahren schied er aus. Im Sprint gewann er seinen Vorlauf gegen Ricardo Bermejo und schied Viertelfinale gegen Jean Cugnot aus. 
1923 siegte er in der nationalen Meisterschaft im Sprint der Amateure. Er startete für den Verein „Bay View Wheelmen“.